# Condado de Hopkins (Kentucky)
O Condado de Hopkins é um dos 120 condados do estado americano de Kentucky. A sede do condado é Madisonville, e sua maior cidade é Madisonville. O condado possui uma área de 1 435 km² (dos quais 10 km² estão cobertos por água), uma população de 46 519 habitantes, e uma densidade populacional de 33 hab/km² (segundo o censo nacional de 2000). O condado foi fundado em 1807.